# Bitola
Bitola (mac. Битола = Bitoła) w starożytności Herakleja Lynkestis, w czasach bizantyjskich Pelagonia – miasto w południowo-zachodniej części Macedonii Północnej, położone 15 km od granicy z Grecją. Przez miasto przepływa rzeka Dragor.

## Etymologia
Wedle Adriana Rooma nazwa Bitola pochodzi od staro-cerkiewno-słowiańskiego obitel, „klasztor”, „opactwo”, jako że miasto powstało wokół opactwa. Kiedy znaczenie tego słowa zatarło się utraciło początkowe „o”. Bitola pojawia się w inskrypcji bitolskiej w odniesieniu do starej warowni miejskiej zbudowanej w 1015 roku. We współczesnych językach słowiańskich pojawiają się różne warianty – macedońskie Bitoła (Битола), serbskie Bitolj (Битољ) oraz bułgarskie Bitolja (Битоля). W czasach bizantyńskich nazwa była hellenizowana do Voutélion (Βουτέλιον) lub Vitólia (Βιτώλια), skąd wywodzi się stosowana przez Wilhelma z Tyru Butella oraz Butili, użyta przez Al-Idrisiego. W języku arumuńskim nazwa brzmi Bituli.
Miejscowość znana jest również pod inną grecką nazwą Monastíri (Μοναστήρι), również znaczącą „klasztor”. Stąd pochodzi tureckie Manastır (osmańskie مناستر) oraz albańskie Manastiri. Monastíri było pierwotną nazwą osady zanim została ona zmieniona na słowiańskie Obitelya (Обителя).
Miasto jest ośrodkiem naukowym (uniwersytet założony w XI wieku) i kulturalnym (muzeum). W pobliżu Park Narodowy Pelister.
Odbywa się tu od 1979 roku Międzynarodowy Festiwal Operatorów Filmowych „Braci Manaki”.

## Przemysł
W mieście rozwinął się przemysł metalowy, jedwabniczy, skórzany, meblarski, chemiczny oraz spożywczy.

## Zabytki
- Antyczne miasto Heraklea Linkestis, założone przez Filipa II Macedońskiego w IV wieku p.n.e. Miasto zostało zaatakowane przez Rzymian w 148 p.n.e. Zachowane fragmenty wczesnochrześcijańskiej bazyliki, bizantyjskiej twierdzy i teatru
- meczety tureckie Ajdar – Gazi z XV wieku i Eni z XVI wieku
- cerkiew św. Dymitra, zbudowana w 1930 roku
- konkatedra Najświętszego Serca Jezusowego z XIX wieku
- wieża zegarowa – Saat Kula z XVI wieku
- turecki pokryty targ – Bezisten, XVI wiek

## Konsulaty
W mieście znajduje się 12 konsulatów:
- Bułgaria
- Chorwacja
- Czarnogóra
- Francja
- Rumunia
- Wielka Brytania
- Rosja
- Grecja
- Słowenia
- Serbia
- Turcja
- Ukraina

## Miasta partnerskie
- Pernik
- Weliko Tyrnowo
- Épinal
- Rijeka
- Bursa
- Kranj
- Krzemieńczuk
- Plewen
- Zemun
- Kaiserslautern
- Prizren
- Korcza